# 呉昌岌
呉 昌岌（ご しょうきゅう、ゴ・スオン・ガップ、ベトナム語：Ngô Xương Ngập / 吳昌岌、? - 954年）は、呉権の長男で、ベトナム呉朝の君主。
呉権の死後、楊三哥に逐われて范令公にかくまわれた。弟の呉昌文が楊三哥を排除すると、天策王として迎えられ、呉朝を共同統治した。